# Юрчик Сергій Вікторович
Сергі́й Ві́кторович Ю́рчик (08.09.1990 — 30.06.2022) — молодший лейтенант Збройних сил України, учасник російсько-української війни, що відзначився у ході російського вторгнення в Україну. Герой України (посмертно).

## Життєпис
Свою трудову діяльність розпочав, працюючи юристом у Маньківській районній державній адміністрації Черкаської області.
Тривалий час працював юристом у Департаменті екології та природніх ресурсів Черкаської обласної державної адміністрації.
З 2015 по 2016 рік працював помічником заступника голови Черкаської обласної державної адміністрації.
Був юристом у комунальній установі «Обласний центр екстреної медичної допомоги та медицини катастроф Черкаської обласної ради», а також у КНП «Золотоніська багатопрофільна лікарня».
Очолював Державне підприємство «Черкаський обласний фонд підтримки індивідуального житлового будівництва на селі», ТОВ «ЕСПО-КОНСАЛТИНГ», юридичний відділ у ТОВ «Світ ласощів» та відділ охорони здоров'я виконавчого комітету Смілянської міської ради.[джерело?]
28 квітня 2022 року призваний на військову службу за загальною мобілізацією.
Під час російського вторгнення в Україну служив командиром взводу в 13 батальйоні 58-ї окремої мотопіхотної бригади імені гетьмана Івана Виговського.
30 червня 2022 року взвод під керівництвом Сергія Юрчика брав участь у відбитті штуруму противника, який мав перевагу в живій силі і техніці. Молодший лейтенант Юрчик Сергій Вікторович у ході бою отримав важке поранення. Для збереження життя особового складу взводу віддав наказ відійти уцілілим військовослужбовцям. Сам залишився прикривати відхід побратимів.
Евакуювати тіло не було можливості.

## Нагороди та відзнаки
- Відзнака Черкаської обласної ради "Доблесть Черкащини" (2024, посмертно)
- Звання Герой України з удостоєнням ордена «Золота Зірка» (23 серпня 2024, посмертно) — за особисту мужність і героїзм, виявлені у захисті державного суверенітету та територіальної цілісності України, самовіддане служіння Українському народові[2];
- почесне звання «Захисник України — Герой Черкас» (2024, посмертно);
- відзнака «За заслуги перед Черкащиною» (2023, посмертно)[3].